# Osterstraße 12 (Hameln)

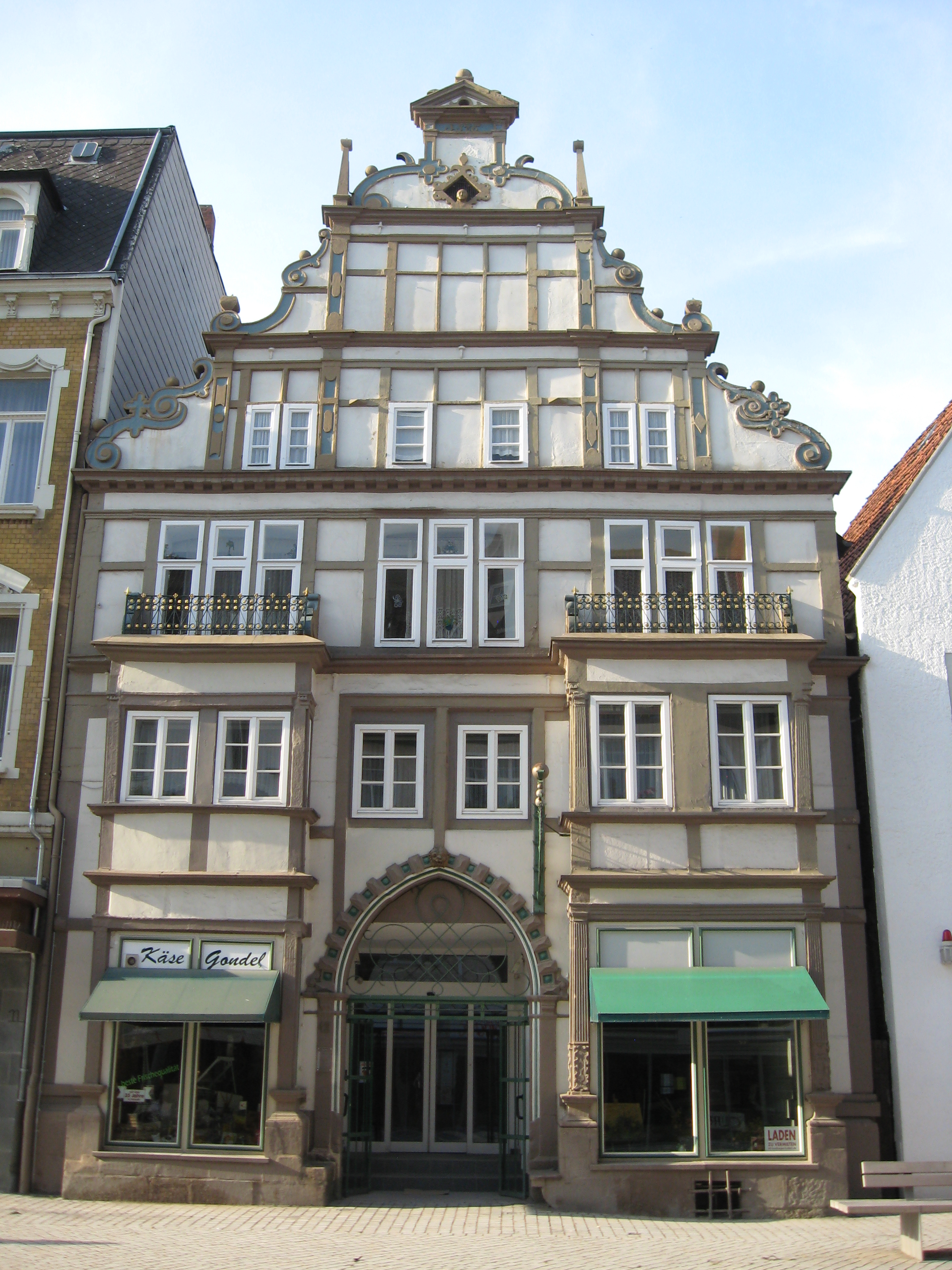
Haus Osterstraße 12 in Hameln

Das Haus Osterstraße 12 in Hameln, der Kreisstadt des Landkreises Hameln-Pyrmont in Niedersachsen (Deutschland), zählt zu den bekanntesten Häusern der Hamelner Altstadt und stellt eines der prachtvollsten Bauwerke der Weserrenaissance dar. Es befindet sich in der Osterstraße inmitten der Fußgängerzone. Das als Baudenkmal geschützte Gebäude wurde in den 1570er Jahren errichtet.

## Beschreibung
Das dreigeschossige Haus mit Rollwerkgiebel wurde für den Ratsherrn Jost Rike erbaut und im Jahr 1576 vollendet. Unter der Giebelspitze ist ein vollplastischer Kopf in einer rautenförmigen Öffnung zu sehen. Die Fassade besitzt ein rechtwinkliges Wandstreifenmuster und eine symmetrische Verdoppelung der Auslucht.